# Alfonso Sánchez Portela
Alfonso Sánchez Portela (Madrid, 16 de noviembre de 1902-Madrid, 11 de marzo de 1990), conocido como su padre con el nombre de Alfonso o familiarmente Alfonsito, fue un fotógrafo español, hijo de Alfonso Sánchez García.

## Biografía
Nacido en el barrio de la Morería de Madrid, estudió el bachillerato en el Liceo Francés de esa capital, mientras aprendía fotografía con su padre, quien sin embargo hubiese preferido que cursara estudios universitarios. Con dieciocho años publicó su primera fotografía en el diario El Heraldo para el que realizaba fotografías de tipo costumbrista sobre Madrid, con sólo veinte años ya acompañaba a reporteros consolidados en la búsqueda de fotografías en el Palacio Real y las Cortes. Además colaboraba con su padre en el estudio de la calle de Fuencarral en el que también trabajaron sus hermanos Luis y José, el trabajo del estudio compatibilizaba las tareas de retrato con su trabajo como agencia gráfica que era preferido por Alfonso.
En 1921 consiguió la credencial de reportero de guerra por lo que viajó al Marruecos español donde su primera exclusiva fue la entrevista con el líder de los rebeldes rifeños Abd-el-Krim en su cuartel general, que consiguió junto al periodista y director del periódico La Libertad Luis de Oteyza. También realizó fotografías en otros momentos de la guerra como el desembarco de Alhucemas ya que estuvo desplazándose al frente durante cinco años. En 1927 realizó un viaje en avión al Senegal francés junto con Oteyza y los pilotos de la compañía Aeropostal que le permitió conseguir más de doscientas fotografías sobre la vida en el continente africano.
En 1930 entró a formar parte de la plantilla del periódico La Libertad, pero en 1932 colaboró en La Luz con Ramón Gómez de la Serna y en 1933 fue nombrado presidente de la Unión de Informadores Gráficos Españoles.
Entre otros reportajes que realizó se encuentran el viaje del Plus Ultra o el alzamiento republicano de Jaca, pero los reportajes más significados fueron sobre la guerra civil ya que estuvo en diversas batallas como la batalla de Madrid en la que hizo interesantes reportajes sobre la situación de la población civil durante la misma, y la de Teruel, donde estuvo a punto de morir congelado. También realizó la fotografía de Julián Besteiro leyendo al micrófono de la radio el comunicado del Consejo Nacional de Defensa en que se informaba del cese de la resistencia de Madrid a las tropas del general Franco.
Al terminar la guerra civil española se le retiró el carné de periodista, que no se le devolvió hasta 1952, aunque nunca volvió a ejercer. En agosto de 1939 la familia Sánchez abrió un nuevo estudio fotográfico en la Gran Vía, ya que el antiguo había sido destruido por un obús. Llegando a constituir el estudio un auténtico museo gráfico de la historia española, en 1992 el Ministerio de Cultura adquirió el archivo del «estudio fotográfico Alfonso» que consta de más de cien mil negativos, que incluyen trabajos de otros empleados del estudio.
Además colaboró en la película El Sur de Víctor Erice y en un documental titulado Alfonso, el fotógrafo realizado por Enrique Viciano. En 1984, Enrique Tierno Galván le impuso la medalla de oro de la villa de Madrid, y 1989 fue nombrado académico de la Real Academia de Bellas Artes de San Fernando, como el primer fotógrafo admitido en ella.